# Исмаилизм
Исмаили́зм (араб. الإسماعيلية‎ — al-ʾIsmāʿīlīyah) — совокупность религиозных движений в шиитской ветви ислама, восходящих к концу VIII века. Каждое движение имеет свою иерархию имамов. Титул имама низаритов, самой крупной и известной общины исмаилитов — Ага-хан — передаётся по наследству. В настоящее время в этой ветви исмаилитов имамом является Ага-хан V.

## История

### Кризис преемственности

Амбиграмма, на которой имя «Мухаммед» (محمد) читается как «Али» (علي) при повороте на 180°

Исмаилизм имеет общие истоки с другими ранними шиитскими течениями, возникшими во время кризиса преемственности, который распространился по всей ранней мусульманской общине. С самого начала шииты отстаивали право Али, двоюродного брата Мухаммеда, иметь как политический, так и духовный контроль над общиной. Это также включало двух его сыновей, которые были внуками Мухаммеда через его дочь Фатиму.
Конфликт оставался относительно мирным между сторонниками Али и теми, кто отстаивал полудемократическую систему избрания халифов, до тех пор, пока третий из Праведных халифов, Усман, не был убит, и Али, при поддержке народа, взошёл на трон халифата.
Вскоре после его восшествия на престол Аиша, третья из жён Мухаммеда, заявила вместе с племенем Усмана, Омейядами, что Али должен взять кисас (кровь за кровь) у людей, ответственных за смерть Усмана. Али проголосовал против этого, так как считал, что ситуация в то время требовала мирного решения вопроса. Хотя обе стороны могли по праву отстаивать свои притязания, из-за обострившихся недоразумений состоялась Верблюжья битва, и Аиша потерпела поражение, но Али почтительно сопроводил её в Медину.
После этой битвы Муавия, омейядский губернатор Сирии, также поднял восстание под тем же предлогом. Али вёл свои войска против Муавии до тех пор, пока сторонники Муавии не приставили копии Корана к своим копьям и не потребовали, чтобы этот вопрос был решён священной книгой ислама. Али согласился с этим, и было проведено арбитражное разбирательство, которое закончилось в его пользу.
Группа в армии Али считала, что подчинение его законной власти арбитражу равносильно отступничеству, и покинула его войска. Эта группа была известна как хариджиты, и Али хотел разгромить их силы до того, как они достигнут городов, где они смогут смешаться с остальным населением. Хотя он не смог этого сделать, он, тем не менее, разгромил их силы в последующих сражениях.
Несмотря на эти поражения, хариджиты выжили и стали крайне проблемной группой в исламской истории. После заговора против Али, Муавии и арбитра их конфликта Али был успешно убит в 661 году н. э., и имамат перешёл к его сыну Хасану, а затем позже к его сыну Хусейну, или, согласно низаритскому-исмаилизму, имамат перешёл Хасану, который был доверенным имамом (араб. الإمام المستودع‎, аль-имам аль-муставда), а затем к Хусейну, который был постоянным имамом (араб. لإمام المستقر‎, аль-имам аль-мустакар). Доверенный имам является имамом в полном смысле этого слова, за исключением того, что родословная имамата должна продолжаться через Постоянного имама. Однако политический халифат вскоре был захвачен Муавией, единственным лидером в халифате в то время с достаточно большой армией, чтобы захватить контроль.

### Кербела и после этого

#### Битва при Кербеле

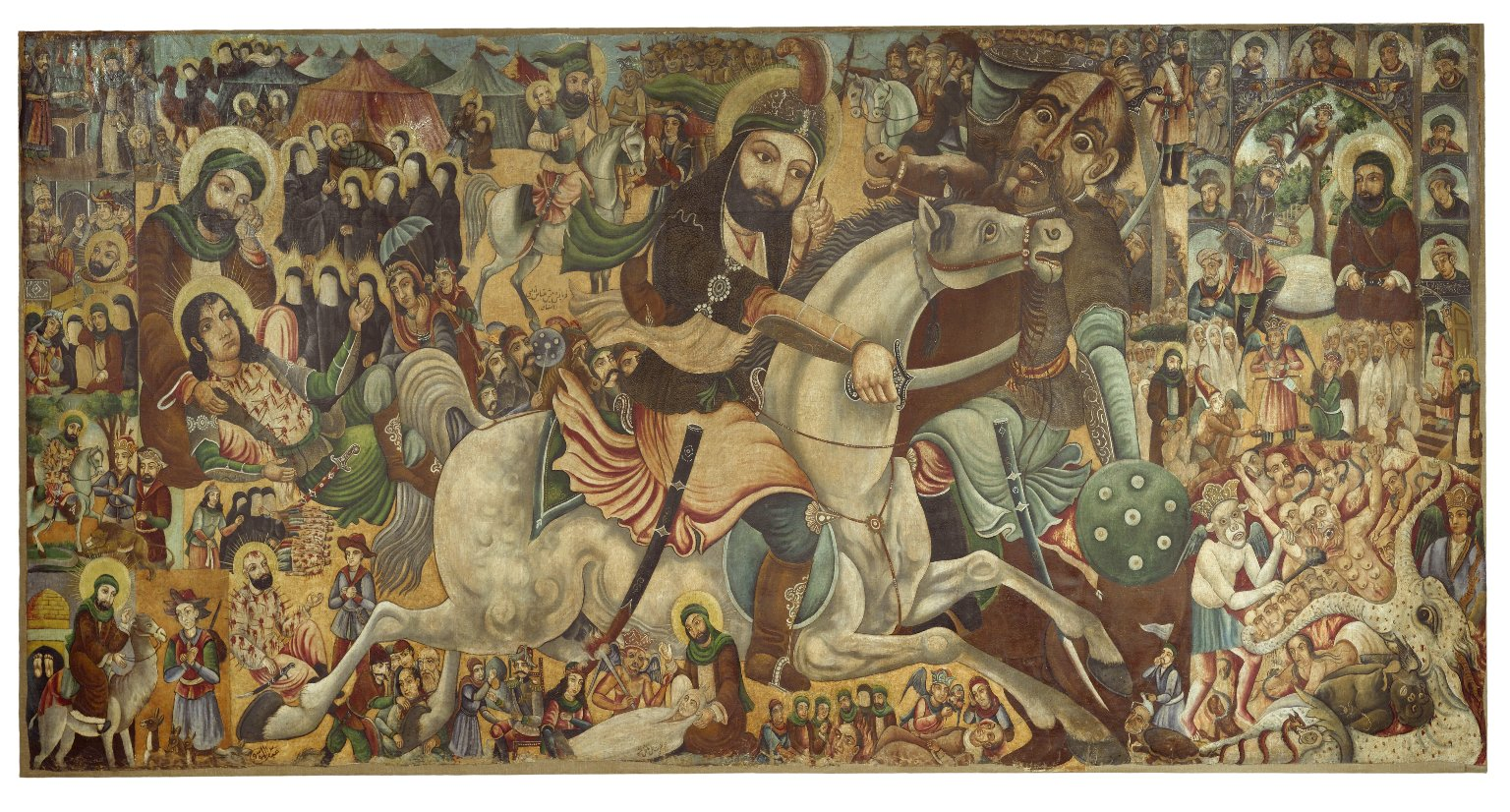
Аббас аль-Мусави, «Битва при Кербеле». Бруклинский музей, Нью-Йорк.

После смерти имама Хасана имам Хусейн и его семья все больше беспокоились о религиозных и политических преследованиях, которые стали обычным явлением при правлении сына Муавии Язида. Среди этой суматохи в 680 году Хусейн вместе с женщинами и детьми своей семьи, получив пригласительные письма и жесты поддержки от куфийцев, пожелал отправиться в эль-Куфу и выступить против Язида в качестве заступника со стороны граждан халифата. Однако он был остановлен армией Язида в Кербеле во время месяца Мухаррам. Его семья голодала и была лишена воды и припасов, пока в конце концов на десятый день не пришла армия и не замучила Хусейна и его сподвижников, а остальных женщин и семью не обратила в рабство, увезя их в эль-Куфу.
Эта битва станет чрезвычайно важной для шиитской психики. Шииты-двунадесятники, а также исмаилиты-мусталиты до сих пор оплакивают это событие во время праздника, известного как Ашура. Однако исмаилиты-низариты не скорбят об этом таким же образом из-за веры в то, что свет имама никогда не умирает, а скорее переходит к следующему имаму, что делает траур произвольным.

### Начало исмаилитского давата
После освобождения Язидом Зайнаб бинт Али, дочь Фатимы и Али и сестра Хасана и Хусейна, начала распространять весть о Кербеле в мусульманском мире, выступая с речами по поводу этого события. Это был первый организованный шиитский да’ват, который впоследствии превратился в чрезвычайно духовное учреждение для исмаилитов.
После отравления Али ибн Хусейн Зейн аль-Абидина Хишамом ибн Абдул-Маликом в 713 году в шиитах возник первый кризис престолонаследия с последователями Зейда ибн Али зейдитами, которые провозгласили Зейда ибн Али имамом, в то время как остальные шииты поддержали Мухаммада аль-Бакира как имама. Зейдиты утверждали, что имамом может быть любой сеид или «потомок Мухаммеда через Хасана или Хусейна», восставший против тирании и несправедливости своего времени.
В отличие от своих предшественников, Мухаммад аль-Бакир сосредоточился на академической исламской науке в Медине, где он проповедовал своё учение многим мусульманам, как шиитам, так и нешиитам, в чрезвычайно организованной форме давата. Считается, что самым ранним текстом исмаилитской школы мысли является «Умм аль-китаб», беседа между Мухаммадом аль-Бакиром и тремя его учениками.
Эта традиция перешла к его сыну Джафару ас-Садику, который унаследовал имамат после смерти своего отца в 743 году. Джафар ас-Садик отличался учёностью того времени, и у него было много учеников, в том числе трое из четырёх основателей суннитских мазхабов.
Однако после отравления ас-Садика в 765 году в общине произошёл фундаментальный раскол. Исмаил ибн Джафар, который в какой-то момент был назначен своим отцом следующим имамом, по-видимому, умер раньше своего отца в 755 году. В то время как сторонники шиитов-двунадесятников утверждают, что либо он никогда не был очевидным наследником, либо он действительно умер раньше своего отца и, следовательно, Муса аль-Казим был истинным наследником имамата, исмаилиты утверждают, что либо смерть Исмаила была инсценирована, чтобы защитить его от преследований Аббасидов, либо что имамат перешёл к Мухаммаду ибн Исмаилу по прямой линии.

### Восхождение даи
Для некоторых сторонников Исмаила имамат закончился с Исмаилом ибн Джафаром. Большинство исмаилитов признавали Мухаммада ибн Исмаила следующим имамом, а некоторые видели в нём ожидаемого махди, о котором проповедовал Джафар ас-Садик. Однако в этот момент исмаилитские имамы, согласно низаритам и мусталитам, нашли районы, где они могли бы быть в безопасности от недавно основанного Аббасидского халифата, разгромивший Омейядов и захвативший контроль над ними в 750 году нашей эры.
В этот момент некоторые члены исмаилитской общины поверили, что Мухаммад ибн Исмаил ушёл в сокрытие и что однажды он вернётся. Небольшая группа проследила происхождение имамата среди прямых потомков Мухаммада ибн Исмаила. Поскольку статус и местонахождение имамов не были известны общине, скрытые исмаилитские имамы начали распространять веру через «даиюн» со своей базы в Сирии. Это было началом духовного зарождения «даи», которое позже сыграет важную роль во всех исмаилитских ветвях, особенно низаритов и мусталитов.
Даи не был миссионером в обычном смысле этого слова, и он был ответственен как за обращение своего ученика, так и за его умственное и духовное благополучие. Даи был проводником и светом для имама. Отношения между учителем и учеником даи и его ученика были очень похожи на те, которые будут развиваться в суфизме. Даи и имам были соответственно духовной матерью и духовным отцом верующих исмаилитов.
«Книга мудреца и ученика» Джафара ибн Мансура аль-Ямана является классикой ранней фатимидской литературы, документирующей важные аспекты развития исмаилитского давата в Йемене. Книга также представляет значительную историческую ценность для современных исследователей арабской прозаической литературы, а также для тех, кто интересуется взаимоотношениями эзотерического шиизма с ранним исламским мистицизмом.

### Карматы
В то время как многие исмаилиты были довольны учением даи, появилась группа, в которой смешались персидский национализм и зороастризм, известная как карматы. Табари впервые упоминает о карматах под 869 г. н. э.: среди восставших против халифата рабов-зинджей, к которым примкнули крестьяне и беднейшие бедуины (в Нижнем Ираке и Хузестане, был отряд, бойцы которого именовались карматами. Со своей штаб-квартирой в Бахрейне они приняли молодого бывшего заключённого перса, известного как Исфаханский махди, который утверждал, что является потомком персидских царей как их махди, и свирепствовал по всему Среднему Востоку в X веке, кульминацией их жестокой кампании стала кража Чёрного камня из Каабы в Мекке в 930 году при Абу Тахире аль-Джаннаби. После прибытия Исфаханского махди они сменили свою киблу с Каабы в Мекке на зороастрийский огонь. После возвращения Чёрного камня в 951 году и поражения от Аббасидов в 976 году группа постепенно сократилась и больше не имеет приверженцев.

### Фатимидский халифат

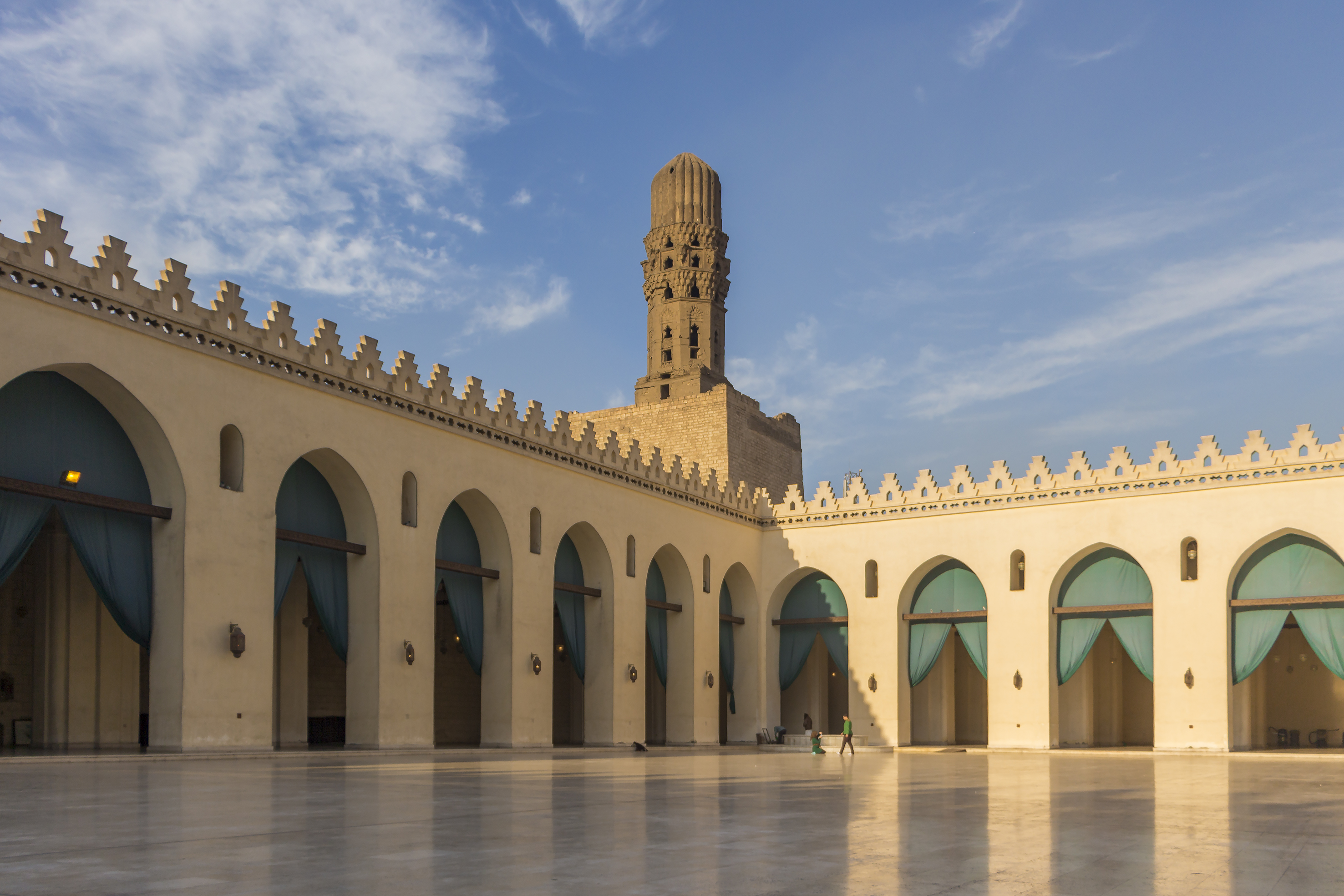
Мечеть аль-Хакима в Каире, Египет, возведённая аль-Хакимом Биамриллахом, имамом-исмаилитов и халифом Фатимидов.

#### Возвышение Фатимидского халифата
Политический аскетизм, практиковавшийся имамами в период после Мухаммада ибн Исмаила, был недолгим и окончательно завершился с приходом имама Абдаллаха аль-Махди биллаха, который родился в 873 году. После десятилетий веры исмаилитов в то, что Мухаммад ибн Исмаил был в Сокрытии и вернётся, чтобы принести эпоху справедливости, аль-Махди учил, что имамы не были буквально изолированы, а скорее оставались скрытыми, чтобы защитить себя, и организовывали да’и, и даже действовали как да’и сами.
После сбора армии и успешного разгрома Аглабидов в Северной Африке и ряда других побед аль-Махди биллах успешно основал шиитское политическое государство, управляемое имамом в 910 году. Это был единственный случай в истории, когда шиитский имамат и халифат были объединены после первого имама Али ибн Абу Талиба.
Параллельно с утверждением династии о происхождении от Али и Фатимы империя получила название «Фатимидская». Однако это не обошлось без противоречий, и, признавая масштабы распространения доктрины исмаилитов, Аббасидский халифат поручил суннитским и двунадесятным учёным опровергнуть происхождение новой династии. Это стало известно как Багдадский манифест, в котором делается попытка проследить родословную Фатимидов до предполагаемого еврейского кузнеца.

#### Ближний Восток под властью Фатимидов
Фатимидский халифат быстро расширился при последующих имамах. При Фатимидах Египет стал центром империи, которая на пике своего расцвета включала Северную Африку, Сицилию, Палестину, Сирию, побережье Красного моря Африки, Йемен, Хиджаз и Тихаму. При Фатимидах Египет процветал и развил обширную торговую сеть как в Средиземном море, так и в Индийском океане, что в конечном итоге определило экономический курс Египта в период Высокого Средневековья.
Также в этот период сформировались три современные ветви исмаилизма. Первая ветвь (друзы) произошла от аль-Хакима Биамриллаха. Родившийся в 985 году, он стал правителем в возрасте одиннадцати лет. Религиозная группа, которая начала формироваться при его жизни, откололась от господствующего исмаилизма и отказалась признать его преемника. Позже ставшие известными как друзы, они верят, что аль-Хаким — это проявление Бога и предсказанный махди, который однажды вернётся и принесёт справедливость в мир. Эта вера ещё больше отделилась от исмаилизма, поскольку она разработала уникальные доктрины, которые часто классифицируют её отдельно как от исмаилизма, так и от ислама.
Исмаилитские миссионеры Ахмед и Абдаллах (примерно в 1067 году н. э. (460 год хиджры)) также были отправлены в Индию в то время. Они послали Сайеди Нуруддина в Донгаон присматривать за южной частью, а Сайеди Фахруддина — в Восточный Раджастхан, Индия.
Второй раскол произошёл после смерти аль-Мустансира Биллаха в 1094 году нашей эры. Его правление было самым продолжительным из всех халифов как в Фатимидском, так и в других исламских халифатах. После его смерти его сыновья Низар, старший, и аль-Мустали, младший, боролись за политический и духовный контроль над династией. Низар потерпел поражение и был заключён в тюрьму, но, согласно низаритским источникам, его сын бежал в Аламут, где иранские исмаилиты приняли его притязания.
Сторонники Абу Мансура Низара объявили его истинным халифом, образовав секту низаритов. Сторонники аль-Мустали сформировали секту мусталитов.
Мусталитская линия снова разделилась между таййибитами и хафизитами, первые утверждали, что 21-й имам и сын аль-Амира Биахкамиллаха ушёл в Сокрытие и назначил да’и аль-Мутлака руководить общиной, подобно тому, как исмаилиты жили после смерти Мухаммада ибн Исмаила.
Однако в мусталитской ветви у да’и появилась аналогичная, но более важная задача. Термин «да’и аль-Мутлак» (араб. داعي المطلق‎) буквально означает «абсолютный или неограниченный миссионер». Этот да’и был единственным источником знаний имама после сокрытия аль-Касима в мусталитской мысли.
Согласно традиции исмаилитов-таййибитов, после смерти имама аль-Амира его малолетнего сына Абуль-Касима ат-Таййиба, которому было около 2 лет, защищала самая важная женщина в мусталитской истории после дочери Мухаммеда Фатимы. Она была Арва бинт Ахмад, королевой Йемена. Задолго до этого имам Мустансир назначил её на пост худжи после смерти её мужа. Она управляла да’ватом из Йемена от имени имама Таййиба. Управление да’и продолжалось в Йемене вплоть до 24-го даи Юсуфа, который перевёл да’ват в Индию. До смены да’вата в Индии представитель да’и был известен как «Вали аль-Хинд». Линия таййибитских да’и, начавшаяся в 1132 году, все ещё продолжается под руководством главной секты, известной как «Давуди Бохра».
После 27-го да’и, Сайедны Дауд бин Кутуб-шаха, произошёл ещё один раскол; тех, кто последовал за Сайедной Даудом, стали называть Давуди Бохра, а последователей Сулеймана тогда называли сулейманитами. Нынешний 53-й да’и аль-Мутлак Давуди Бохры — Сайедна Муфаддаль Сайфуддин, и он и его последователи идут тем же путём, следуя той же традиции Аиммат Фатимийин. Сулейманиты в основном сосредоточены в Йемене и Саудовской Аравии с некоторыми общинами в Южной Азии. Давуди Бохра и Алави Бохра в основном распространены исключительно в Южной Азии, после миграции да’вата из Йемена в Индию. Верования и практика мусталитов, в отличие от верований низаритов и друзов, считаются совместимыми с господствующим исламом, представляя собой продолжение фатимидской традиции и фикха.

#### Закат халифата
В 1040-х годах династия Зиридов (правители Магриба при Фатимидах) объявила о своей независимости и переходе в суннизм, что привело к разрушительным вторжениям Бану Хиляль. Примерно после 1070 года власть Фатимидов на побережье Леванта и в некоторых частях Сирии была оспорена первыми тюркскими вторжениями, затем Первым крестовым походом, так что территория Фатимидов сократилась, пока не стала состоять только из Египта. Дамаск пал под властью Сельджукидов в 1076 году, оставив Фатимидам только Египет и левантийское побережье вплоть до Тира и Сидона. Из-за яростной оппозиции Фатимидам со стороны сельджуков исмаилитское движение могло действовать только как «террористическое подпольное движение», во многом похожее на ассасинов.
После распада политической системы Фатимидов в 1160-х годах зангидский правитель Нур ад-Дин Махмуд, атабек Алеппо, приказал своему генералу Салах ад-Дину захватить Египет в 1169 году, образовав суннитскую династию Айюбидов. Это означало конец хафизитской-мусталийской ветви исмаилизма, а также Фатимидского халифата.

### Аламутский период

#### Хасан ибн Саббах
Очень рано в период правления Фатимидов они стремились распространить исмаилитскую веру, которая, в свою очередь, распространила бы лояльность к имамату в Египте. Одна из их самых ранних попыток была предпринята миссионером по имени Хасан ибн Саббах.
Хасан ибн Саббах родился в семье шиитов-двунадесятников, жившей в персидском городе Кум в 1056 году нашей эры. Позже его семья переехала в город Тегеран, который был районом с чрезвычайно активным исмаилитским да’ватом. Хасан погрузился в исмаилистское размышления; однако не решался обратиться в исмаилизм, пока его не одолела почти смертельная болезнь, и боялся умереть, не узнав имама своего времени.
Впоследствии Хасан ибн Саббах стал одним из самых влиятельных да’и в истории исмаилитов; он сыграл важную роль в выживании низаритской ветви исмаилизма, которая сегодня является её крупнейшей ветвью.
Легенда гласит, что он встретился с имамом аль-Мустансир биллахом и спросил его, кто будет его преемником, на что он ответил, что это будет его старший сын Низар (фатимидский имам).
В 1090 году Хасан ибн Саббах, войдя в доверие к владельцу неприступной крепости Аламут в горах Альбурса, умеренному шииту зейдитского толка, ввёл в крепость своих вооружённых соратников. Они неожиданно напали на владельца и заковали его в цепи. Крепость была, таким образом, хитростью захвачена исмаилитами-низаритами или, условно выражаясь, неоисмаилитами. Активность неоисмаилитов была столь велика, что они в очень короткое время овладели — частью силой, частью хитростью — многими крепостями, замками и укреплёнными городками в горных местностях Ирана.

#### Хашашины / Ассасины
Окружённый Аббасидами и другими враждебными державами и малочисленный Хасан ибн Саббах придумал способ атаковать врагов исмаилитов с минимальными потерями. Используя метод убийства, он приказал убить суннитских учёных и политиков, которые, по его мнению, угрожали исмаилитам. Ножи и кинжалы использовались для убийства, и иногда в качестве предупреждения сунниту клали нож на подушку, который понимал, что это послание означает, что он помечен для смерти. Когда убийство действительно совершалось, хашашинам не разрешалось убегать; вместо этого, чтобы вселить ещё больший страх во врага, они стояли рядом с жертвой, не проявляя никаких эмоций, и уходили только тогда, когда тело было обнаружено. Это ещё больше укрепило безжалостную репутацию хашашинов на всех землях, контролируемых суннитами. Низаритские фидаи по приказу своих глав убивали политических деятелей, активных врагов низаритов. Мотивы убийств всегда были политические; убивали людей разных религиозных убеждений: мусульман-суннитов, шиитов-имамитов, христиан-крестоносцев (в Сирии), исмаилитов-мусталитов; убивали и своих, если подозревали их в измене.

### Порог имамата
После заключения Низара в тюрьму его младшим братом Ахмадом аль-Мустали различные источники указывают, что сын Низара Али аль-Хади ибн Низар выжил и бежал в Аламут. Ему предложили безопасное место в Аламуте, где его приветствовал Хасан ас-Саббах. Однако считается, что об этом не было объявлено общественности, и родословная была скрыта до нескольких имамов позже, чтобы избежать дальнейших нападок враждебности.
Об этом было объявлено с приходом к власти имама Хасана II. В знак своего имамата и чтобы подчеркнуть внутреннее значение (батин) над внешним значением (захир), всего через два года после своего восшествия на престол, имам Хасан Ала Зикрихи ас-Салам провёл церемонию, известную как «кияма» (воскрешение) на территории замка Аламут, в ходе которой имам снова стал бы видимым для своего сообщества последователей в Низаритском-исмаилитском государстве и за его пределами. Учитывая полемические цели Джувейни и тот факт, что он сжёг библиотеки исмаилитов, которые, возможно, давали гораздо более надёжные свидетельства об истории, учёные сомневались в его повествовании, но вынуждены полагаться на него из-за отсутствия альтернативных источников. К счастью, описания этого события также сохранились в повествовании Рашид ад-Дина и пересказаны в «Хафт Баб Баба-и Сайидна», написанной через 60 лет после события, и более поздней «Хафт Баб-и Аби Исхак», исмаилитской книге XV века нашей эры. Однако повествование Рашид ад-Дина основано на Джувейни.
Впоследствии его потомки правили в качестве имамов в Аламуте до его разрушения монголами.

### Разрушение монголами

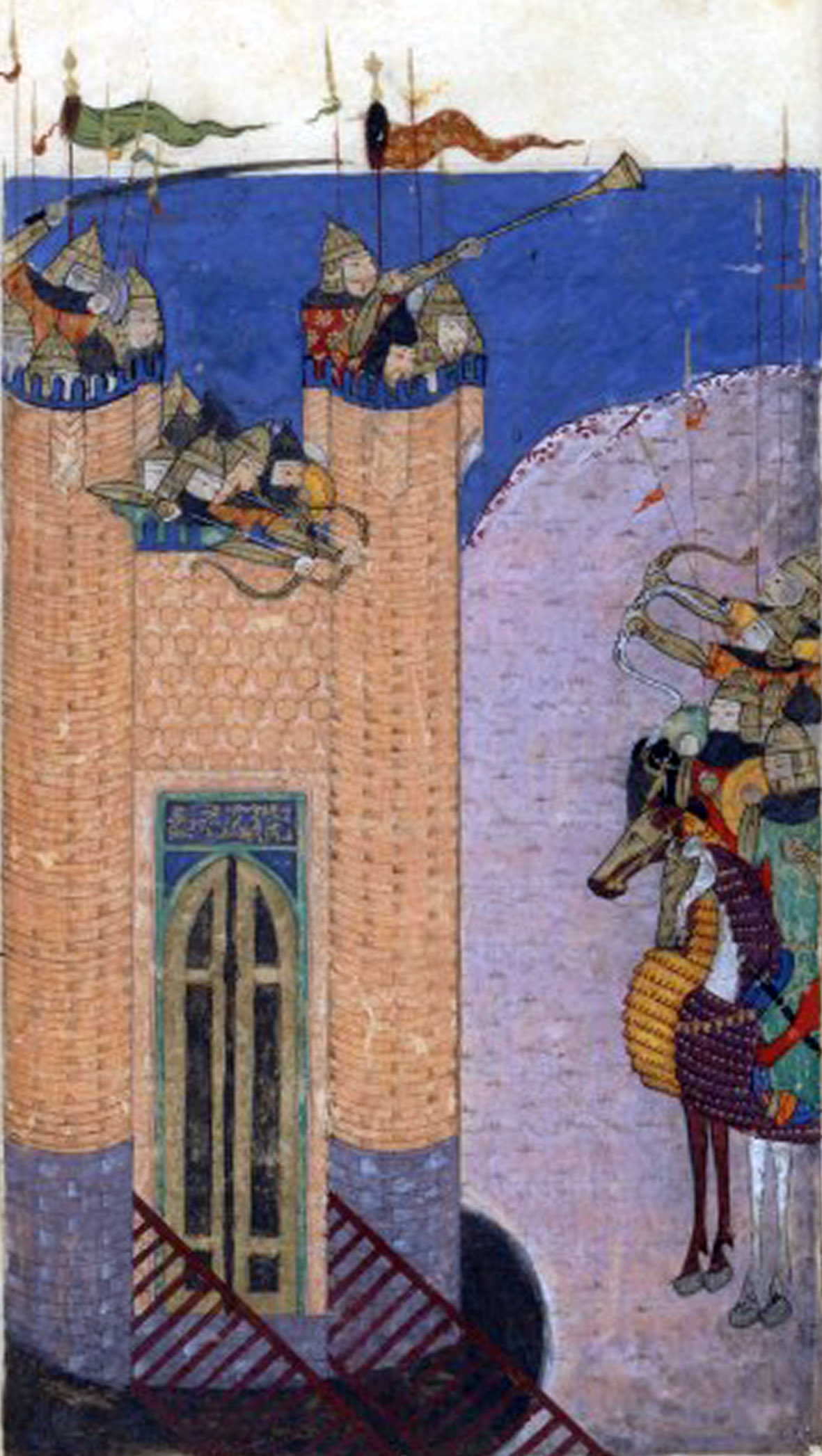
Осада Аламута. Миниатюра из рукописи Тарих-и джахангушай, XV век

Хотя низариты несколько раз успешно отражали попытки суннитов захватить их, в том числе одну попытку Салах ад-Дина, крепость в Аламуте вскоре была разрушена. К 1206 году Чингисхану удалось объединить многие из некогда враждовавших монгольских племён в безжалостную, но тем не менее единую силу. Используя множество новых и уникальных военных приёмов, Чингисхан повёл свои монгольские орды через Центральную Азию на Ближний Восток, где они одержали ряд тактических военных побед, используя тактику выжженной земли.
Внук Чингисхана, Хулагу, возглавил разрушительное нападение на Аламут в 1256 году, незадолго до разграбления Аббасидского халифата в Багдаде в 1258 году. Как он позже поступил с Домом мудрости в Багдаде, он уничтожил исмаилитские, а также исламские религиозные тексты. Имамат, находившийся в Аламуте, вместе со своими немногочисленными последователями был вынужден бежать и искать убежища в другом месте.

### Последствия
После падения Фатимидского халифата и его баз в Иране и Сирии три ныне существующие ветви исмаилитов в целом развивались географически изолированно друг от друга, за исключением Сирии (где есть как друзы, так и низариты) и Пакистана и остальной части Южной Азии (где были как мусталиты, так и низариты).
Мусталиты развивались в основном под руководством йеменского правящего класса исмаилитов, который просуществовал до XII века, до падения последней династии Сулайхидов, Хамданидов и государства Зурайидов в 1197 году н. э., затем они перенесли свой да’ват в Индию под руководством да’и аль-Мутлака, работая от имени их последнего имама, Таййиба, и известны как «Бохра».
Низариты осели разбросанными общинами в разных странах, преимущественно в Персии и Центральной Азии, например, в Горном Бадахшане, афганских провинциях Бадахшан и Баглан, а также в Сирии, Индии и других странах. В 1830 году Ага Хасану Али-шаху, 46-му имаму исмаилитов-низаритов, шахом Персии был дарован почётный наследный титул Ага-хана.
Благодаря низаритскому проповеднику перса Садруддину в Западной Индии в начале XV века возникла община низаритов, известная как «ходжа». На рубеже XVIII—XIX веков началось расселение ходжа по всей Индии и за её пределы: в страны Юго-Восточной Азии и Восточной Африки, в Аравию, где они занимались торговлей.
Друзы в основном поселились в Сирии и Ливане и создали сообщество, основанное на принципах реинкарнации через своих собственных потомков. Их руководство основано на общинных учёных, которые являются единственными людьми, которым разрешено читать их священные тексты. Существует спор о том, подпадает ли эта группа под классификацию исмаилизма или ислама из-за своих уникальных верований.

## Структура и идеология

### Взгляд на Коран

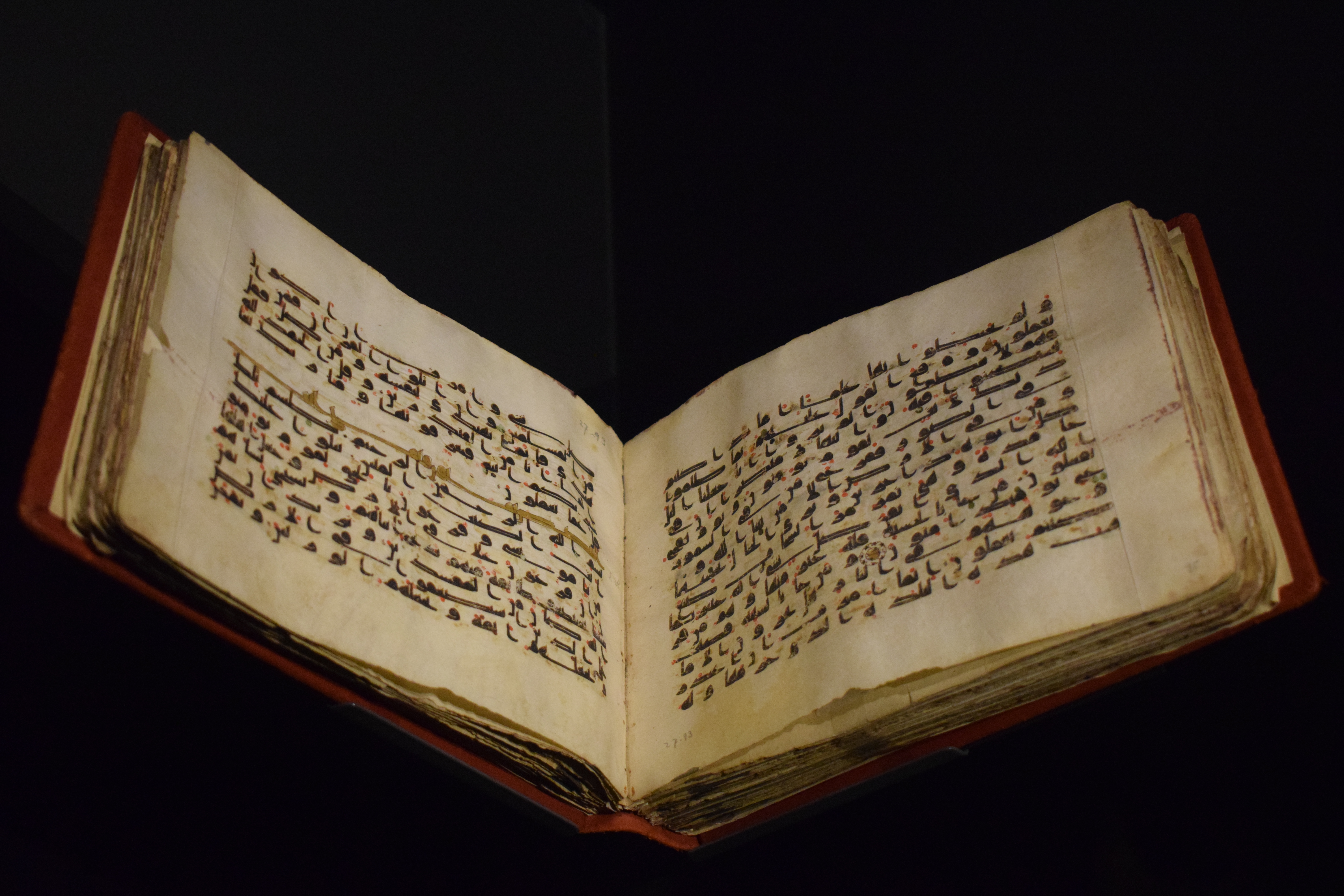
Исмаилиты верят, что Коран имеет два уровня смысла: «захир», означающий явный, и «батин», означающий скрытый.

Исмаилиты верят, что Коран был послан Мухаммеду через ангела Джибриля в течение 23 лет. Они верят, что имам обладает полномочиями толковать Коран применительно к настоящему времени.
Несколько высокопоставленных исмаилитов Фатимидов очень высоко ценили практику эзотерического толкования Корана (тавиль) как аналог его буквального откровения (танзиль). Тавиль означает возвращение чего-либо к его источнику. Под этим понимается метод, с помощью которого экзотерическое толкование Корана возвращается к его первоначальному эзотерическому значению. Уважаемый фатимидский сановник аль-Муайяд фи-д-Дин аш-Ширази развивает это, заявляя, что «[тавиль] означает возвращение чего-либо к его источнику (аввалих)». Фатимидский юрист Кади ан-Нуман добавляет, что «власть раздавать тавиль принадлежит исключительно тем, кого Бог специально назначил для этой задачи [то есть имамам]».

### Имамат
Для исмаилитов имам является проявлением истины, и, следовательно, он является путём спасения к Богу.
Одна из философско-теологических догм, которой придерживались исмаилиты, гласила, что Бог время от времени вселял свою божественную сущность в плоть ниспосланных им пророков-«натиков» (букв. «проповедник»): Адама, Ноя, Авраама, Моисея, Иисуса и Мухаммеда. Каждого из ниспосланных пророков-натиков всегда сопровождал так называемый «самит» (дословно — «молчальник»). Самит никогда не говорит от себя, его суть сводится к толкованию проповеди пророка-натика. При Моисее самитом был Аарон, при Иисусе — Пётр, при Мухаммеде — Али ибн Абу Талиб. С каждым появлением пророка-натика Аллах раскрывает пред людьми тайны вселенского разума и божественной истины. Согласно учению исмаилитов, в мир должно прийти семь пророков-натиков. Между их появлениями миром последовательно правят семь имамов, через которых Бог даёт объяснение учений пророков. Возвращение последнего, седьмого пророка-натика — Мухаммада, сына Исмаила, явит собой последнее божественное воплощение, после которого в мире должен воцариться божественный разум, несущий всеобщую справедливость и благоденствие правоверным мусульманам. Конец мира должен наступить, когда человечество при посредстве натиков, самитов и имамов достигнет совершенного познания.
Сильное влияние на исмаилитов оказали неоплатонизм, гностицизм и мусульманский перипатетизм фальсафы. Для религиозной доктрины исмаилитов, по всей видимости, характерна концепция неограниченной свободы воли, отказ от детерминизма и признания самостоятельного существования атрибутов Бога, характерного для доминирующих направлений в исламе.

### Пир и да’ват
Точно так же, как исмаилиты рассматривают имама как проявление первозданного Света, в период между имамами Мухаммадом ибн Исмаилом и аль-Махди биллахом отношения между учителем и учеником стали священными, а да’и стал должностью, намного превосходящей обычную миссионерскую. Да’и передал священное и скрытое знание имама ученику, который затем мог использовать эту информацию для восхождения на более высокие уровни. Сначала ученик полюбил да’и, а от да’и он научился любить имама, который был всего лишь ходатаем от имени Бога. У исмаилитов-низаритов главный да’и называется «пир».

## Течения

### Низариты
Большая часть общины исмаилитов, исмаилиты-низариты, сегодня признают принца Карима Ага-хана IV своим 49-м имамом, который, как они утверждают, происходит от Мухаммеда через его дочь Фатиму аз-Захру и Али, двоюродного брата и зятя Мухаммеда. 46-й исмаилитский имам Ага Хасан Али-шах бежал из Ирана в 1840-х годах после того, как его обвинили в неудавшемся перевороте против каджарского шаха. Ага Хасан Али-шах поселился в Мумбаи в 1848 году.

### Мусталиты
Мусталиты стали умеренной ветвью исмаилизма, создав свои поселения в Египте. В XI веке большинство мусталитов эмигрировало в Индию. После падения Фатимидского халифата духовный центр мусталитов переместился в Йемен, а в начале ХVIII века в Индию.

#### Течения
- Алави Бохра[англ.] — следуют другой линии преемственности да’и, начиная с 29-го да’и и далее после отделения от Давуди Бохра в Ахмадабаде в 1621 году н.э[26].
- Давуди Бохра — подмножество шиитов-исмаилитов-мусталитов-таййибитов. Бохры ведут своё происхождение от Фатимидского халифата, названного в честь Фатимы, дочери Мухаммеда, и поэтому почитание фатимидских имамов и семьи Мухаммеда занимает центральное место в их вере[43][44].
- Сулейманиты[англ.] — в основном сосредоточены в Йемене, но также встречаются в Пакистане и Индии. Деноминация названа в честь их 27-го да’и, Сулеймана бин Хасана[англ.]. Общее число сулейманитов в настоящее время составляет около 300 000 человек, в основном проживающих в восточном районе Джебель-Хараз на северо-западе Йемена и в Наджране, Саудовская Аравия.

### Друзы
Друзы, этноконфессиональная община, близкая исмаилитам, от которых она отделилась в начале IX века. Друзы верят в переселение душ и воплощение единого Бога в людях, в последний раз — в халифе аль-Хакиме.
Большинство друзов больше не считают себя мусульманами, друзы также не считаются мусульманами теми, кто принадлежит к ортодоксальным исламским школам мысли. Ибн Таймия, выдающийся исламский богослов, отверг друзов как немусульман, и в его фетве цитировалось, что друзы: «Не находятся на уровне ахль аль-китаб или мушриков. Скорее всего, они из самых отъявленных кафиров… Их женщины могут быть взяты в рабство, а их имущество может быть конфисковано… они должны быть убиты всякий раз, когда их найдут, и прокляты так, как они описали… Обязательно убивать их учёных и религиозных деятелей, чтобы они не вводили в заблуждение других», что в той обстановке узаконило бы насилие против них как вероотступников. Османская империя часто полагалась на религиозное постановление Ибн Таймии, чтобы оправдать свои преследования друзов.

## Распространение
Сегодня исмаилизм является доминирующим в бо́льшей части (особенно на юге и в центре) Горно-Бадахшанской автономной области (ГБАО) Таджикистана, среди памирских народов и небольшой части таджиков. Исмаилитов можно найти в Афганистане, Пакистане, Йемене, Ливане, Малайзии, Сирии, Иране, Саудовской Аравии, Индии, Иордании, Ираке, Восточной Африке, Анголе, Бангладеше и ЮАР, а также в Европе, Канаде, Австралии, Новой Зеландии, США и Тринидад и Тобаго.

### Книги
на русском языке
- Исмаилиты : [арх. 30 ноября 2022] / Дафтари Ф., Додыхудоева Л. Р., Рощин М. Ю. // Большая российская энциклопедия : [в 35 т.] / гл. ред. Ю. С. Осипов. — М. : Большая российская энциклопедия, 2004—2017.
- Рощин М. Ю. Исмаилиты // Православная энциклопедия. — М., 2011. — Т. XXVII : Исаак Сирин — Исторические книги. — С. 400-404. — 39 000 экз. — ISBN 978-5-89572-050-9.
- Клугер, Даниил Мусеевич. Древнее искусство террора // «Гриф» : Журнал, приложение к газете «Русский израильтянин». — 1998. — Сентябрь. Архивировано 5 марта 2016 года.
- Плеханов, Сергей Николаевич. Раскрытая ладонь. Ага-хан и его мюриды. — Изд. 3-е, испр. и доп. — М.: Книжный мир, 2008. — 203 с. — ISBN 978-5-8041-0313-3. Архивировано 22 июля 2014 года.
- Строева Л. В. Уничтожение монголами государства исмаилитов в Иране // История и филология стран Востока : Сборник статей / Отв. ред. И. П. Петрушевский. — Л., 1954. — (Учёные записки Ленинградского университета, № 179; серия востоковедческих наук, вып. 4).
- Петрушевский, И. П. Ислам в Иране в VII—XV веках (курс лекций) / Отв. редактор В. И. Беляев. — Л.: Издательство Ленинградского университета, 1966. — 400 с.
- Каландаров Т. С. Модель высшей школы для горных регионов мира (по представлениям исмаилитов) // Знание. Понимание. Умение. — 2005. — № 3. — С. 192—194.
- Емельянова Н. М. Исмаилиты в Афганистане // Афганистан в начале XXI века : сборник статей / отв. ред.: В. Коргун. — М.: Ин-т изучения Израиля и Ближ. Востока, 2004. — С. 88. — 207 с. — ISBN 5-89394-132-2.
- Емельянова Н. М., Сологубовский Н. А. Последний оплот асасинов // Крепости и вооружение Азии. — М.: Бук Хаус, 2006. — 192 с. — (Золотой блеск эпохи). — ISBN 5-98641-021-1.
- Емельянова Н. М. Фархад Дафтари. Краткая история исмаилизма // Восток : афро-азиатские общества: история и современность : Журнал. — М.: Отделение историко-филологических наук РАН, 2004. — № 3. — С. 196—200. — ISSN 0869-1908.

на других языках
- Ismāʿīliyyah — статья из Британской энциклопедии
- Ismaʿilism — статья из Encyclopædia Iranica
- Campbell, Anthony. The Assassins of Alamut (англ.). — 2004. — P. 84. — ISBN 140920863X. — ISBN 978-1409208631.
- Daftary, Farhad. The Isma‘ilis: Their History and Doctrines (англ.) / foreword by Wilferd Madelung. — 2nd, revised ed. — London: Cambridge University Press, 2007 [1990]. — 800 p. — ISBN 05-216-1636-0. — ISBN 978-0-521-61636-2.
- Daftary Farhad. Short History of the Ismailis: Traditions of a Muslim Community (англ.). — Edinburg: Edinburgh University Press, 2020 [1998]. — 256 p. — (New Edinburgh Islamic Surveys). — ISBN 07-486-7922-7. — ISBN 978-0-748-67922-5.